# Криворожский завод горного машиностроения
Криворожский завод горного машиностроения (ранее Криворожский завод горного оборудования «Коммунист») — бывшее предприятие тяжёлого машиностроения в городе Кривой Рог.

## История
Основан в 1923 году как ремонтные мастерские на базе бывшего Гданцевского чугунолитейного завода.
С 1930 года — Центральные механические мастерские Криворожья. С октября 1937 года — Криворожский завод горнорудного оборудования имени газеты «Коммунист». Заводом, впервые в СССР, было освоено производство ряда горных машин, ранее импортировавшихся.
В 1940 году началась реконструкция завода, на которую было выделено 19 миллионов рублей.
В августе 1941 года, с началом Великой Отечественной войны, завод был эвакуирован в Магнитогорск, где на его базе организован Магнитогорский завод металлургического машиностроения.
В 1944 году, после освобождения Кривого Рога от немецких оккупантов, началось восстановление завода, реконструирован на новой технической базе.
В 1962—1972 годах проведена реконструкция завода. В 1970 году введён в эксплуатацию термический цех.
7 мая 1985 года открыт памятник рабочим и служащим завода, погибшим в 1941—1945 годах.
С 1993 года — арендное предприятие «Криворожский завод горного машиностроения» (КЗГМ). С 1998 года — ОАО «КЗГМ».
В 2013 году завод признан банкротом и прекратил свою деятельность.

## Характеристика
Завод входил в структуру Министерства чёрной металлургии УССР. Производил перфораторы, буровые станки и каретки, погрузочные машины и другое оборудование для горнодобывающих предприятий. На заводе внедрялись передовые технологические процессы — обработка деталей на станках с числовым программным управлением, электрогидравлическая очистки литья, электроимпульсная обработка штампов и другие. 
Продукция поставлялась в 27 стран мира.

## Награды
- Золотая медаль Лейпцигской ярмарки (1964) — за разработку станка НКР-100[6];